# Apheloceros dasciodes
Apheloceros dasciodes là một loài bướm đêm trong họ Geometridae.